# Gilbert de Clare (8e comte de Gloucester)
Pour les articles homonymes, voir Gilbert de Clare.
Titre
Comte de Gloucester et de Hertford
18 août 1307 – 24 juin 1314
(6 ans, 10 mois et 6 jours)
Gilbert de Clare (v. 10 mai 1291 – 24 juin 1314), 8e comte de Gloucester et 7e comte de Hertford, est un noble anglais et un commandant militaire au cours des guerres d'indépendance écossaises. Il est le fils de Gilbert de Clare, 7e comte de Gloucester, et de Jeanne d'Angleterre, une des filles du roi Édouard Ier d'Angleterre. Son père meurt lorsqu'il a seulement quatre ans et le jeune Gilbert est investi des comtés paternels lorsqu'il atteint ses seize ans. Rapidement impliqué dans la défense de la frontière du Nord de l'Angleterre, il est peu à peu entraîné dans les tensions entre Édouard II et certains de ses barons, et prend part à la rédaction des Ordonnances de 1311. Lorsque Pierre Gaveston, le favori du roi, est mis à mort par ses adversaires en 1312, Gilbert est l'un des médiateurs qui parviennent à négocier un accord entre les responsables de sa mort et le roi. 
Désormais l'un des plus solides partisans de son oncle Édouard II, Gilbert accompagne le roi dans sa campagne en Écosse en 1314, tandis que d'autres éminents barons s'y refusent. Il trouve la mort lors de la catastrophique bataille de Bannockburn le 24 juin, dans des circonstances quelque peu obscures. Gloucester est la plus importante victime de la bataille, qui se solde par une défaite humiliante pour les Anglais. Comme il ne laisse pas d'enfants, sa mort marque l'extinction de la famille de Clare, dont les domaines sont partagés entre ses trois sœurs. Contrairement à la plupart des comtes anglais du difficile règne d'Édouard II, le principal intérêt de Gilbert de Clare était de poursuivre la guerre avec l'Écosse plutôt que de lutter avec ses rivaux politiques dans les affaires intérieures du royaume d'Angleterre. 

## Biographie

### Origines et enfance
Gilbert de Clare, 7e comte de Gloucester et 6e comte de Hertford, surnommé « le Rouge », épouse le 30 avril 1290 en l'abbaye de Westminster la princesse Jeanne d'Angleterre, une des filles du roi Édouard Ier d'Angleterre. Afin que sa fille puisse être suffisamment dotée, le roi a auparavant exigé que le comte lui remette toutes ses terres, qui lui sont ensuite rendues conjointement à sa femme et à lui. Leurs enfants pourront en hériter, mais si leur union reste stérile, elles pourront passer aux enfants issus d'un éventuel nouveau mariage de Jeanne. Leur premier enfant et, en définitive, leur seul fils Gilbert voit le jour aux alentours du 10 mai 1291 à Clare, dans le Suffolk. Quelques jours plus tard, le nourrisson est baptisé par l'évêque de Bath et Wells Robert Burnell. Informé de la naissance de son tout premier petit-fils, le roi Édouard Ier remet la somme colossale de 100 livres au messager qui lui apporte la nouvelle. Ses parents ont trois enfants supplémentaires entre 1292 et 1295, trois filles prénommées Éléonore, Marguerite et Élisabeth. Le comte de Gloucester et de Hertford meurt le 7 décembre 1295. En vertu de son contrat de mariage, les terres de la famille de Clare restent inféodées à Jeanne d'Angleterre, qui prête hommage au roi le 20 janvier 1296.
En janvier 1297, Jeanne se remarie en secret avec Raoul de Monthermer, un chevalier de la maisonnée de son mari défunt. Édouard Ier, qui avait le projet de remarier sa fille au comte Amédée V de Savoie, est furieux lorsqu'il apprend la chose, et fait emprisonner Monthermer à Bristol en mars 1297. Par précaution, Jeanne aurait choisi de plaider sa cause auprès de son père en amenant avec elle ses quatre jeunes enfants, espérant que la présence de ses petits-enfants atténuerait la colère du roi, mais cette stratégie échoue. Elle plaide alors avec passion son remariage et, selon le chroniqueur Thomas Walsingham, déclare à son père : « Personne ne voit rien de mal si un grand comte épouse une femme pauvre et humble. Pourquoi devrait-il y avoir quelque chose de mal si une comtesse épouse un homme jeune et prometteur ? » En définitive, le roi est contraint de reconnaître le mariage. Puisque Jeanne est toujours suo jure comtesse de Gloucester et de Hertford, Raoul de Monthermer reçoit ses titres et prête hommage pour ceux-ci le 2 août 1297, mais seulement en droit de son épouse, et le contrat de 1290 reste en vigueur : les quatre autres enfants qu'a Jeanne d'Angleterre avec Raoul ne peuvent hériter des possessions de Clare en la présence d'un héritier en la personne du jeune Gilbert. 
Les historiens ont longtemps cru que Gilbert avait été élevé avec son oncle maternel, le futur Édouard II, alors prince de Galles et qui n'a que sept ans de plus que lui. Mais, en réalité, il s'agit d'un homonyme, prénommé aussi Gilbert de Clare, qui a été éduqué avec le prince de Galles, : né quant à lui aux alentours de 1281, il se trouve donc un compagnon plus adéquat pour le prince, du fait de son âge. En ce qui concerne Gilbert, il est élevé auprès de Marguerite de France, la seconde épouse de son grand-père Édouard Ier, à partir de l'âge de dix ans environ. Marguerite elle-même n'a que dix ou douze ans de plus que Gilbert. L'ordre émis par le roi à Jeanne d'Angleterre pour confier la garde de son fils date du 27 septembre 1301 et indique qu'Édouard donne « mandat à Jeanne, comtesse de Gloucester et Hertford, fille du roi, à remettre à Marguerite, reine consort, à sa demande, Gilbert, fils et héritier de Gilbert de Clare, ancien comte de Gloucester et Hertford, titulaire en chef, et de ladite Jeanne, car c'est le roi qui veut qu'il reste sous la garde de la reine consort jusqu'à nouvel ordre ». Une telle décision est alors commune au début du XIVe siècle pour les enfants nobles et rien n'indique ici que le roi reprochait à sa fille Jeanne sa mésalliance avec Raoul de Monthermer ou d'être une mère négligente.

### Émancipation et premières fonctions
À la mort de Jeanne d'Angleterre le 23 avril 1307, Raoul de Monthermer perd les titres de comte de Gloucester et de Hertford qu'il détenait de jure uxoris. Deux mois et demi plus tard, le 7 juillet, le roi Édouard Ier meurt également et son fils lui succède sous le nom d'Édouard II. Dès le  18 août, le nouveau roi accorde à Gilbert de Clare « toutes les terres de son héritage au pays de Galles, qui en raison de sa minorité sont entre les mains du roi, ainsi que toutes les dépendances de cet héritage en Angleterre, en Irlande et au pays de Galles, moyennant un versement annuel à l'Échiquier de 1 000 marcs pour les terres du pays de Galles ». Puis, le 26 novembre, Édouard II permet à son neveu « de conserver toutes les terres de son père qui sont entre les mains du roi en raison de sa minorité, le roi, par affection pour lui, les lui ayant restituées afin qu'il puisse être fait chevalier et servir le roi ». Ainsi, alors qu'il n'a que seize ans et avant d'avoir atteint sa majorité, Gilbert de Clare se retrouve dès l'avènement de son oncle reconnu comme un puissant magnat du royaume et détient un revenu annuel de 6 000 livres, ce qui en fait le troisième homme le plus riche d'Angleterre après le roi Édouard lui-même et Thomas de Lancastre, 2e comte de Lancastre, de Leicester et de Derby. Il est sans doute adoubé peu après.
Les motifs d'Édouard II pour accorder son héritage si tôt à Gilbert demeurent incertains : s'agit-il d'un désir de la part du souverain de gagner un allié, d'une marque d'affection pour son neveu ou d'un leurre afin de faire accepter à Gilbert le mariage de sa sœur cadette Marguerite avec Pierre Gaveston, le favori du souverain qui vient d'être élevé au rang de comte de Cornouailles, qui est célébré le 2 novembre 1307 ? Ce qui est sûr, c'est que Gilbert est bien plus utile sur le plan politique à Édouard en tant que comte qu'en tant que mineur. Le 12 mars 1308, le roi fait à nouveau preuve de largesses envers son neveu en lui accordant le droit « d'épouser qui il voudrait ». Gilbert épouse le 29 septembre suivant à l'église de Waltham Abbey Maud, l'une des filles de l'Irlandais Richard le Comte Rouge, comte d'Ulster. Le lendemain, sa sœur Élisabeth épouse en ce même lieu Jean de Bourg, le frère de Maud. Beaucoup de magnats avaient prévu d'organiser un tournoi de joute en table ronde lors du mariage, « mais certains d'entre eux avaient peur d'être assaillis et craignaient la trahison, de sorte que leurs plans étaient vains », peut-être en raison de la présence lors de la cérémonie du roi Édouard II, qui a été contraint le 18 mai précédent par la fronde baronniale d'exiler son favori Pierre Gaveston.

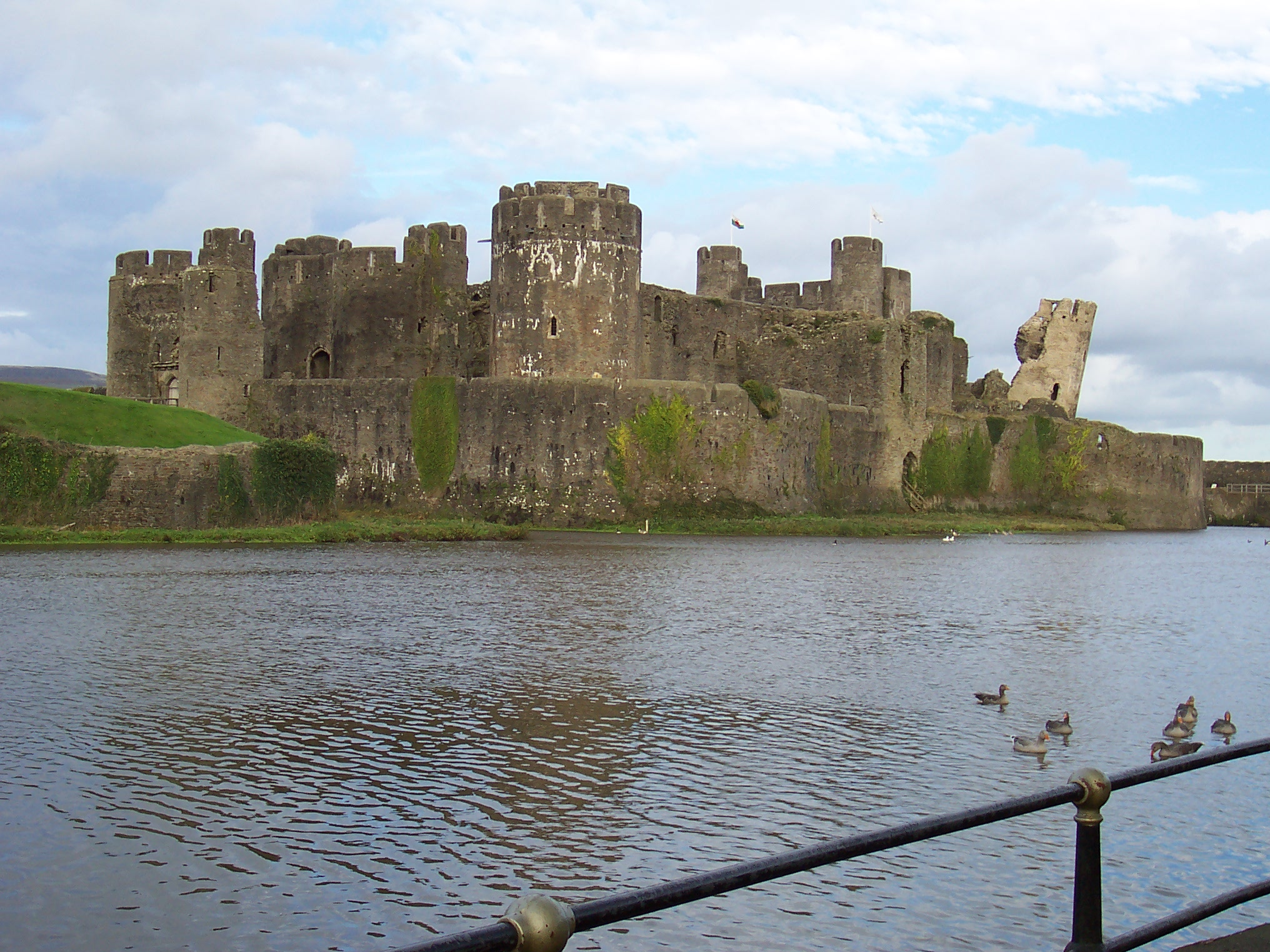
Situé dans les Marches galloises, le château de Caerphilly a été construit par le père de Gilbert et est sa résidence principale.

Gilbert de Clare reçoit très tôt d'importants commandements militaires en Écosse, où son grand-père Édouard Ier a entamé plusieurs campagnes militaires afin de soumettre ce royaume à son autorité. Courant 1308, il est prié par Édouard II d'assister à la mobilisation de troupes anglaises à Carlisle en prévision d'une prochaine campagne en Écosse, qui est finalement repoussée en raison des tensions intérieures en Angleterre entre le roi et certains de ses vassaux. Puis il est chargé la même année de négocier une trêve avec le roi d'Écosse Robert Bruce. Le 3 décembre 1308, Gilbert est missionné pour conduire une expédition pour soulager le château de Rutherglen, où il se distingue dans ce qui est peut-être son baptême du feu. Il reçoit l'année suivante l'ordre de lever 800 hommes de sa seigneurie du Glamorgan. En septembre 1309, il est nommé capitaine de l'Écosse et des marches du Nord. Bien que l'essentiel de ses domaines personnels se trouve dans les Marches galloises, cette région reste pacifiée, alors que la situation écossaise offre à Gilbert des opportunités de gloire et d'avancement,. Cependant, l'effort de guerre est moins soutenu depuis la mort d'Édouard Ier, et la négligence dont fait preuve Édouard II, en butte à l'opposition baronniale, permet à Robert Bruce de reprendre l'initiative.

### Montée des tensions
Parallèlement, la noblesse anglaise désapprouve la manière dont le roi comble de dons son favori, l'arrogant Pierre Gaveston. De son côté, Gilbert ne fait preuve d'aucune hostilité vis-à-vis de Gaveston, qui se trouve être son beau-frère, et se révèle au printemps 1308 neutre dans la sentence d'exil qui le frappe. Il est en revanche possible qu'il ait dès cette date partagé la frustration des autres comtes en ce qui concerne la conduite de la guerre en Écosse. Comme l'essentiel du baronnage, Gilbert approuve en juillet 1309 le retour de Gaveston en Angleterre. Il assiste même à la restauration de Gaveston dans son comté de Cornouailles le 5 août 1309. Il est donc peu probable que Gilbert soit le destinataire de l'insulte de « fils de pute » adressée par Gaveston au « comte de Gloucester ». Pourtant, à l'automne 1309, le soutien de Gilbert au roi et à son favori s'effrite quelque peu : il imite les autres comtes lorsque ces derniers refusent d'assister au Parlement tenu à York en octobre 1309 et en février 1310. Gilbert sait cependant rester loyal à la couronne et accepte d'assister au Parlement de Westminster en mars 1310. À la même période, il reçoit la charge, avec les comtes de Lincoln, de Richmond et de Surrey, d'assurer que personne n'entre en armes au Parlement.
Le 16 mars 1310, une assemblée de barons élit 21 Seigneurs Ordonnateurs chargés de préparer des Ordonnances, une série de limitations qui restreignent fortement les prérogatives royales. Bien qu'il soit toujours fidèle au roi, Gilbert est nommé Ordonnateur le 4 mars 1311 pour remplacer le défunt comte de Lincoln. Malgré sa participation au mouvement réformateur, il reste un homme de confiance d'Édouard II et est l'un des trois seuls comtes, avec les comtes de Cornouailles et de Surrey, qui accompagnent le roi dans sa campagne écossaise infructueuse à partir d'août 1310. Gilbert réside pendant plusieurs mois avec son épouse Maud de Bourg au château de Norham. En mars 1311, il est nommé gardien du royaume en l'absence du roi, toujours en Écosse, et part en direction de Londres pour y accomplir ses nouvelles fonctions d'Ordonnateur et de régent, alors qu'il n'a même pas encore 20 ans. Il est possible que Gilbert soit violemment entré à cette date en conflit avec le comte de Lancastre, alors meneur de l'opposition au roi, au sujet d'une querelle entre deux de leurs vassaux respectifs. Les relations entre les deux magnats semblent avoir été si mauvaises qu'un auteur anonyme a dit craindre une émeute lorsque les deux hommes arriveront à Londres.
« Messire Comte, le mal qui vous est fait ne doit pas être imputé au Comte Guy [le comte de Warwick], car il a fait ce qu'il a fait avec notre soutien et nos conseils ; et si, comme vous le dites, vous avez engagé vos terres, vous les avez de toute façon perdues. Il ne reste plus qu'à vous conseiller d'apprendre à négocier plus prudemment la fois prochaine. »
Après la publication des Ordonnances le 27 septembre 1311, Gilbert convainc son oncle de la nécessité d'exiler perpétuellement Pierre Gaveston, afin de sauvegarder la paix. Résigné, Édouard II ordonne l'écriture de lettres attestant du bon caractère et de la loyauté de son favori et, à la demande de son oncle, Gilbert y appose son sceau. Il change rapidement d'avis et déchire les lettres, prétextant de sa minorité. Lorsque Gaveston revient illégalement d'exil en janvier 1312, Gilbert se range cette fois-ci franchement contre le roi. Les Ordonnateurs se répartissent en février la défense du royaume, et Gilbert est chargé de la défense du Sud. En juin 1312, Gaveston est capturé par le comte de Warwick alors qu'il se trouvait sous la garde du comte de Pembroke. Ce dernier, qui avait garanti au roi la sécurité de son prisonnier, demande l'aide de Gilbert, en lui rappelant ses liens de parenté avec Gaveston. Pourtant, Gilbert refuse d'intervenir, et Gaveston est exécuté par ses geôliers, un geste qui amène l'Angleterre au bord de la guerre civile. Gilbert est l'un des rares à détenir encore la confiance des deux camps, ce qui lui permet d'agir comme médiateur. Jusqu'à la réconciliation du 16 octobre 1313, il joue un rôle crucial dans l'élaboration d'un compromis entre le roi et les barons révoltés,.

### Mort à Bannockburn
Gilbert de Clare continue de bénéficier de la confiance du roi après la réconciliation temporaire avec les assassins de Gaveston. Durant l'été 1313, il est de nouveau gardien du royaume lors d'un séjour d'Édouard II en France. Gilbert s'y rend lui-même au mois de février 1314, à la tête d'une mission diplomatique concernant l'Aquitaine,. Édouard II lance enfin une vaste campagne contre les Écossais à l'été 1314, avec pour objectif de protéger la garnison du château de Stirling d'une attaque de Robert Bruce. De nombreux seigneurs anglais brillent par leur absence, notamment les comtes de Lancastre et de Warwick, mais d'autres sont présents aux côtés du roi, parmi lesquels les comtes de Hereford, de Pembroke et de Gloucester. Pour Édouard, ce sont des soutiens importants, car ils peuvent lever des troupes importantes dans leurs domaines des Marches galloises. Le 23 juin, l'armée royale a dépassé Falkirk et n'est plus qu'à quelques kilomètres de Stirling, mais les relations entre les comtes de Gloucester et de Hereford sont tendues. Le premier a reçu le commandement de l'avant-garde en récompense pour sa fidélité au roi, alors que le second (qui a participé à la mise à mort de Pierre Gaveston) estimait que cette position lui revenait de droit en sa qualité de connétable.

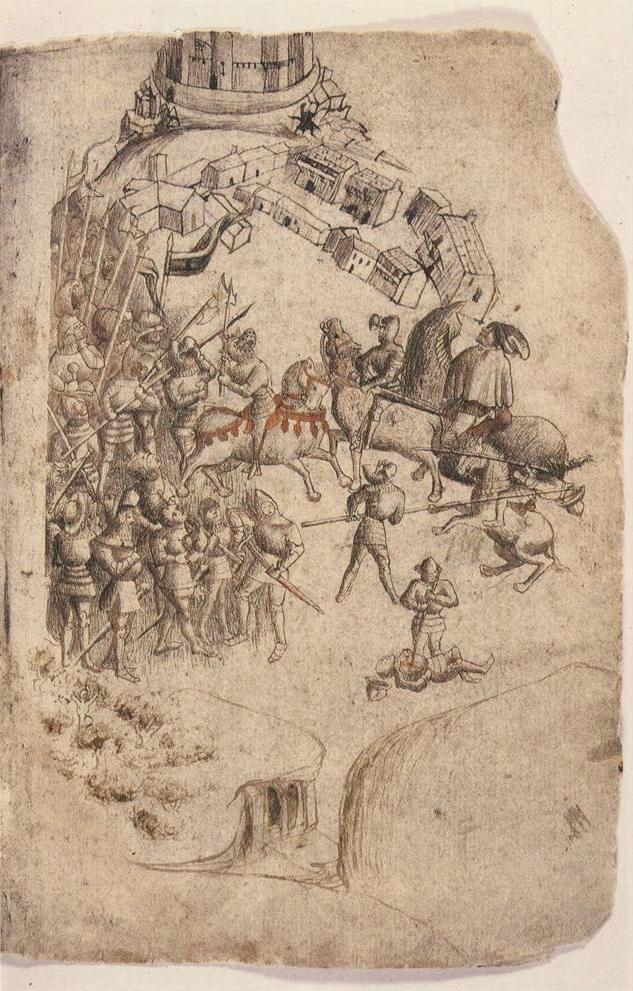
Représentation de la bataille de Bannockburn dans le Scotichronicon, un manuscrit du XVe siècle.

Une échauffourée s'engage ce jour-là avec les Écossais. Alors que le roi hésite entre dresser le camp pour la nuit et combattre sans plus attendre, Gloucester et Hereford mènent une charge infructueuse sur le camp écossais, par insubordination ou à la suite d'une incompréhension. Le lendemain, 24 juin, l'indécision règne toujours dans le camp anglais. Plusieurs capitaines expérimentés recommandent au roi de ne pas combattre ce jour-là, une opinion soutenue par Gilbert, mais l'entourage du roi, composé d'hommes plus jeunes, les taxe de paresse et de lâcheté et incite Édouard à attaquer. D'après la Vita Edwardi Secundi, qui offre le récit le plus détaillé de ces événements, Édouard aurait succombé à la colère et accusé son neveu de trahison, ce à quoi ce dernier aurait répondu qu'il ferait preuve de sa loyauté sur le champ de bataille. Néanmoins, la Vita présente les accents d'un conte moralisateur, en opposant l'héroïsme de Gilbert à la lâcheté de ses compagnons, ce qui laisse planer une certaine ambiguïté sur sa valeur en tant que document historique. D'après elle, le comte aurait trouvé la mort en tentant de repousser les attaques écossaises : il aurait été jeté à bas de son cheval et tué sans que ses hommes puissent le sauver. 
D'autres récits affirment que Gilbert de Clare s'est jeté dans la mêlée en quête de gloire, avant de succomber à sa propre témérité. Il n'aurait même pas pris le temps de se revêtir de ses couleurs, ce qui aurait pu inciter les Écossais à le capturer en vue de le rançonner ultérieurement. Sa querelle avec le comte de Hereford a probablement contribué à la confusion dans les rangs anglais. Après la mort de Gilbert, l'armée anglaise se débande et la bataille se solde par une victoire écossaise retentissante. Le comte, représentant d'une ancienne famille à la tête d'importants domaines, est de loin la victime la plus prestigieuse de cette journée. Sa mort est pleurée par Robert Bruce (sa femme Élisabeth de Bourg est la belle-sœur du comte), qui veille le corps du défunt dans une église proche. Il autorise le retour sans rançon de sa dépouille en Angleterre, où elle est inhumée en l'abbaye de Tewkesbury, à la droite de son père. Son vassal du Kent Bartholomew de Badlesmere, 1er baron Badlesmere, qui a dirigé pendant le combat le contingent de Gilbert de Clare qui comprenait plus de 500 chevaliers, sera accusé d'avoir honteusement abandonné son seigneur à son sort et de ne pas lui avoir fourni l'assistance qui aurait permis à Gilbert de survivre à la bataille.

## Postérité
La mort de Gilbert de Clare est immédiatement suivie de conséquences importantes. Dans sa seigneurie de Glamorgan, au pays de Galles, la situation est si confuse qu'une rébellion conduite par Llywelyn Bren éclate en janvier 1316. En Irlande, où il possédait de vastes domaines, sa disparition entraîne un vide politique au sommet de l'administration locale, ce qui facilite l'invasion de l'île par Édouard Bruce, le frère de Robert, dès le mois de mai 1315. Cependant, sa mort a surtout pour conséquence la division des possessions de la famille de Clare, car son mariage en 1308 avec Maud de Bourg est resté stérile. Les biens des Clare reviennent temporairement à la couronne, le temps que l'héritage soit tranché. En vertu de l'entail de 1290, seuls les descendants directs de Gilbert « le Rouge » et de Jeanne d'Angleterre peuvent hériter de ces terres. Maud feint d'être enceinte pour retarder les délibérations, mais ce stratagème finit par être éventé. En 1317, les trois sœurs de Gilbert ont épousé des favoris d'Édouard II : Éléonore est mariée avec Hugues le Despenser, Marguerite avec Hugh Audley, et Élisabeth avec Roger Damory. 
Les trois hommes reçoivent chacun une part égale des domaines anglais des Clare, mais Despenser obtient la seigneurie de Glamorgan tout entière, qui est du point de vue politique la possession la plus prestigieuse. Mécontent de se voir attribuer une part insuffisante de l'héritage du comte de Gloucester, Despenser emploie l'influence qu'il détient auprès du roi pour étendre ses possessions aux dépens des autres seigneurs des Marches galloises. Son attitude engendre la fureur des autres barons, au premier rang desquels se trouvent le comte de Hereford ainsi que Roger Mortimer, qui se soulèvent en 1321. La rébellion des seigneurs des Marches, soutenue par le comte de Lancastre, est défaite à la bataille de Boroughbridge en 1322. Bien que cette victoire renforce temporairement la mainmise d'Édouard II sur le pouvoir, le roi est finalement déposé en 1327 par Roger Mortimer avec l'aide de l'épouse d'Édouard, Isabelle de France. Le titre de comte de Gloucester est finalement recréé en mars 1337 par Édouard III, fils d'Édouard II et d'Isabelle, pour Hugh Audley, seul beau-frère de Gilbert de Clare alors encore en vie.